# Alfedena
Alfedena est une commune italienne de moins de 1 000 habitants, située dans la province de L'Aquila, dans la région Abruzzes, en Italie méridionale.

## Histoire
Peut-être identifiable au centre antique d' Aufidena, la ville se dresse dans une zone qui abrite une vaste nécropole italique, explorée par les archéologues depuis 1882. Cette nécropole présente des similitudes notables avec deux autres sites de l'Alto Sangrini, celle d'Opi et celle de Barrea... 

### Communes limitrophes
Barrea, Montenero Val Cocchiara (IS), Picinisco (FR), Pizzone (IS), Scontrone

## Administration
| Période                                  | Période | Identité | Étiquette | Qualité |
| ---------------------------------------- | ------- | -------- | --------- | ------- |
|                                          |         |          |           |         |
| Les données manquantes sont à compléter. |         |          |           |         |

## Personnalités
- Dominique Bianchi (1864-1912), sculpteur français d'origine italienne, est né à Alfedena.